# هسبانيا تاراكونيس
هسبانيا تاراكونيس واحدة من ثلاث مقاطعات رومانية في هسبانيا. وتشمل معظم ساحل البحر المتوسط في إسبانيا الحديثة إلى جانب الهضبة الوسطى. المنطقة التي تسمى الآن الأندلس جنوب إسبانيا، كانت مقاطعة هسبانيا بايتيكا. على غرب المحيط الأطلسي تقع مقاطعة لوسيتانيا، جزئياً مع البرتغال الحديثة.

## التاريخ

تاراكونيس في 27 قبل الميلاد.

استعمر الفينيقيون البونيقيون ساحل البحر الأبيض المتوسط في القرنين الثامن والسادس قبل الميلاد. أسس اليونانيون لاحقًا مستعمرات على طول الساحل. وصل الرومان في القرن الثاني قبل الميلاد.

## صادرات
وشملت الصادرات من تاراكونيس الأخشاب والزنجفر والذهب والحديد والقصدير والرصاص والفخار والرخام والنبيذ وزيت الزيتون.